# Kumbrijščina
Kúmbrijščina je izumrl keltski jezik. Skupaj z bretonščino, kornijščino in valižanščino spada v britansko vejo otoških keltskih jezikov. Do poznega srednjega veka so jo govorili na območju, ki zajema južno Škotsko (južno od črte Forth-Clyde) in severno Anglijo (pokrajina Cumberland oziroma območja srednjeveških kraljestev Strathclyde, Gododdin in Rheged). 
Je jezik P-keltskega tipa in spada v britansko vejo otoških keltskih jezikov. Domnevna je bila sorodna valižanščini, izumrla pa je nekako do 11. stoletja n. št. Zadnji ostanki kumbrijščine so se verjetno govorili v žepni kraljevini Strathclyde, preden sta jo asimilirala škotska kraljevina Alba s severa in normanska Anglija z juga.
Sledovi kumbrijščine so ohranjeni v zemljepisnih imenih v severni Angliji, npr. Lanark, Pencaitland, Melrose. Tudi ime pokrajine Cumbria sodi v ta okvir in je etimološko sorodno z valižanskim imenom za Wales (Cymru).
Poleg tega je kumbrijščina izpričana v treh glosah (citatnih besedah), zapisanih v srednjeveškem pravnem dokumentu Leges inter Brettos et Scottos: galnys (denarna kazen za umor), mercheta (davek, ki ga oče plača gospodarju ob poroki svoje hčerke) in kelchyn (davek, ki se plača ob obisku gospodarja). 